# Sky Atlantic (Italia)
Sky Atlantic è un canale televisivo tematico italiano di proprietà del gruppo Sky Italia, interamente dedicato alle serie televisive. Sintonizzato sui canale 111, è posizionato all'interno del pacchetto "Sky TV".
Il direttore di Sky Atlantic è Mattia Mariotti.

## Storia
Dopo alcuni giorni di countdown le trasmissioni di Sky Atlantic iniziano il 9 aprile 2014 con l'anteprima, in prima serata, della serie TV House of Cards - Gli intrighi del potere. A differenza degli altri canali presenti sulla piattaforma Sky, Sky Atlantic inizialmente andava in onda per 18 ore al giorno (nelle altre ore andavano in onda trailer e promo), mentre dal maggio 2016 trasmette 24 ore su 24.
Il 3 aprile 2014 viene annunciato un accordo tra Sky e HBO della durata di tre anni (poi rinnovato) per la messa in onda delle serie televisive dell'emittente via cavo statunitense, tra cui Il Trono di Spade e gli altri titoli del momento, ma anche serie di library come Six Feet Under, Big Love, The Wire, Carnivàle, Entourage e miniserie come Band of Brothers - Fratelli al fronte, Empire Falls - Le cascate del cuore e The Pacific.
Sky Atlantic produce anche diverse serie originali come Gomorra, che ha esordito sul canale poche settimane dopo il lancio, 1992 (seguita da 1993 e 1994), The Young Pope, creata e diretta da Paolo Sorrentino (seguita da The New Pope) e le nuove stagioni di In Treatment.
Dal 7 al 24 marzo 2015, in occasione dell'arrivo della serie 1992, Sky Atlantic +1 HD diventa "Sky Atlantic 1992", che trasmette alcuni programmi tra i più conosciuti tra quelli che andavano in onda in Italia in quell'anno come Baywatch, Beverly Hills 90210, Melrose Place, Willy, il principe di Bel-Air, Law & Order - I due volti della giustizia, Otto sotto un tetto e Agli ordini papà.
Dal 3 al 6 aprile Sky Atlantic +1 HD diventa Sky Atlantic Il Trono di Spade HD, che ripropone le prime tre stagioni della nota serie televisiva.
Il 10 settembre 2015 Sky Atlantic rinnova il suo logo e le sue grafiche, passa dal colore rosso/bordeaux al blu e uniformandosi alle versioni britannica e tedesca.
Nel gennaio 2016 Sky sigla un accordo con la CBS che permette a Sky Atlantic di trasmettere le serie televisive prodotte e distribuite dal canale televisivo statunitense Showtime, tra cui Billions, Twin Peaks e The Affair.
Dal 29 ottobre al 20 novembre 2016, Sky Atlantic +1 HD diventa Sky Generation HD.
Tra gli altri temporary channels realizzati negli anni: Sky Atlantic Rocks (nel gennaio 2016, per il lancio di Vinyl), Sky Mario HD (nel maggio 2016, per il lancio della serie di Corrado Guzzanti Dov'è Mario?) e Sky Originals (creato nel novembre 2018 per celebrare i 10 anni di Romanzo Criminale e delle serie originali Sky)
Il 1º giugno 2018 il canale sbarca anche sul digitale terrestre nella piattaforma Mediaset Premium.
Il 2 luglio 2018 rinnova logo e grafiche uniformandosi al nuovo look internazionale di Sky, mentre la versione in alta definizione comincia a trasmettere in Super HD 24 ore su 24.
Dal 1º aprile al 7 maggio 2020, Sky Atlantic +1 HD diventa Sky Atlantic Maratone. Nello stesso anno esordiscono le nuove serie ZeroZeroZero, Diavoli e Romulus.
Dal 1º aprile 2021 è visibile in HD anche su Sky Go.
Il 17 aprile 2025, in seguito alla chiusura della versione timeshift, il canale principale si sposta dalla numerazione 110 alla 111. Contestualmente, la numerazione occupata precedentemente viene affidata a Sky Cinema Uno HD.

## Programmi

### Serie televisive originali di Sky Italia
Serie televisive
- I Borgia (st. 3)
- Blocco 181
- Christian
- Diavoli
- Domina
- Dov'è Mario?
- The Generi
- Gomorra - La serie
- Petra (st. 1)
- In Treatment (st. 2-3)
- Il re
- Romulus
- ZeroZeroZero

Miniserie televisive
- 1992
- 1993
- 1994
- Anna
- L'arte della gioia
- Catch 22
- Django
- Dostoevskij
- Un'estate fa
- Il grande gioco
- M - Il figlio del secolo
- Il miracolo
- The New Pope
- Speravo de morì prima
- Unwanted - Ostaggi del mare
- We Are Who We Are
- The Young Pope

Prossimamente
- Rosa elettrica

### Serie televisive originali di Sky UK
Serie televisive
- Britannia
- Cobra - Unità anticrisi
- La costa del crimine
- The Day of the Jackal
- A Discovery of Witches - Il manoscritto delle streghe (st. 1-2)
- Fortitude
- Gangs of London
- I Hate Suzie (st. 1)
- Intergalactic
- The Last Panthers
- Progetto Lazarus
- The Race - Corsa mortale
- The Rising - Caccia al mio assassino
- Riviera
- Save Me
- Temple
- Tin Star
- L'ultimo boss di Kings Cross
- Il villaggio dei dannati

Miniserie televisive
- The Baby
- Caterina la Grande
- Chernobyl
- L'indice della paura
- Landscapers - Un crimine quasi perfetto
- Lockerbie - Attentato sul volo Pan Am 103
- Mary & George
- Patrick Melrose
- Il tatuatore di Auschwitz
- The Third Day
- This England
- Two Weeks to Live

Prossimamente
- The Iris Affair

### Serie televisive originali di Sky Deutschland
Serie televisive
- Babylon Berlin
- Das Boot
- Drift - Partners in Crime
- Pagan Peak (st. 3)

Miniserie televisive
- 8 giorni alla fine
- Hausen
- Helgoland 513
- The Ibiza Affair
- Munich Games - Non fidarti di nessuno
- Paradiso
- Souls - Tutte le vite che ricordi

### Serie televisive non originali
Drammatiche
- XIII (st. 2)
- The Affair - Una relazione pericolosa
- American Rust - Ruggine americana (st. 1)
- Aquarius
- Banshee - La città del male
- Big Little Lies - Piccole grandi bugie
- Billions
- Boardwalk Empire - L'impero del crimine (st. 4-5)
- I Borgia (st. 2-3)
- Le Bureau - Sotto copertura
- Black Sails (st. 4)
- The Bridge - La serie originale
- Carcereiros - Dietro le sbarre
- City on a Hill (st. 1-2)
- Detective Cormoran Strike (st. 5+)
- The Deuce - La via del porno
- Dune: Prophecy
- Euphoria
- The Fall - Caccia al serial killer
- Fargo
- Franklin & Bash (st. 2-4)
- Gang Related
- Halo (st. 1)
- Here and Now - Una famiglia americana
- His Dark Materials - Queste oscure materie
- House of Cards - Gli intrighi del potere
- House of the Dragon
- The Idol
- I'm Dying Up Here - Chi è di scena?
- In Treatment (st. 4)
- Jett - Professione ladra
- The Killing (st. 2-3)
- The Knick
- The L Word: Generation Q
- The Last of Us
- The Leftovers - Svaniti nel nulla
- Lilyhammer
- Lovecraft Country - La terra dei demoni
- Luck
- Magic City
- Manhattan
- Masters of Sex
- The Nevers
- Penny Dreadful: City of Angels
- Perry Mason
- Power (st. 4-6)
- Quarry - Pagato per uccidere
- Raised by Wolves - Una nuova umanità
- Rectify
- Les Revenants
- The Shannara Chronicles
- Strike Back (st. 5-8)
- The Son - Il figlio
- Succession
- Taboo
- Top of the Lake - Il mistero del lago
- Il Trono di Spade (st. 4-8)
- True Detective
- Trust
- Twin Peaks
- Under Pressure - Pronto soccorso
- Vigil - Indagine a bordo
- Vinyl
- The Walking Dead: Daryl Dixon
- The Walking Dead: Dead City
- Warrior
- Watchmen
- Westworld - Dove tutto è concesso
- The White Lotus
- Winning Time - L'ascesa della dinastia dei Lakers
- Yellowjackets (st. 1)
- Yellowstone
- Your Honor (st. 1)

Commedie
- Ballers
- Barry
- Bored to Death - Investigatore per noia (st. 3)
- Black Monday
- The Brink
- Camping
- The Comeback (st. 2)
- Crashing
- The Crazy Ones
- Dice
- Divorce
- Enlightened - La nuova me
- Friends: The Reunion
- Getting On
- Girls (st. 3-6)
- Happyish
- Hello Ladies
- House of Lies
- Insecure
- Kidding - Il fantastico mondo di Mr. Pickles
- Looking
- Moonbase 8
- Mozart in the Jungle
- Nurse Jackie - Terapia d'urto (st. 5-7)
- Silicon Valley
- Transparent
- Togetherness
- Veep - Vicepresidente incompetente
- Vice Principals
- White Famous
- Who Is America?
- Work in Progress

Miniserie televisive
- Baghdad Central
- Cercando Alaska
- Il complotto contro l'America
- Deutschland 83
- Deutschland 86
- Deutschland 89
- Dexter: New Blood
- Escape at Dannemora
- Fleming - Essere James Bond
- La giustiziera senza nome
- The Good Lord Bird - La storia di John Brown
- Harry Palmer - Il caso Ipcress
- The Honourable Woman
- I May Destroy You - Trauma e rinascita
- Infiltrati alla Casa Bianca - White House Plumbers
- The Investigation
- Irma Vep - La vita imita l'arte
- John Adams
- Litvinenko - Indagine sulla morte di un dissidente
- The Loudest Voice - Sesso e potere
- Mosaic
- MotherFatherSon
- The Night Manager
- The Night Of - Cos'è successo quella notte?
- Omicidio a Easttown
- The Outsider
- Paris Police 1900
- The Penguin
- Picnic at Hanging Rock
- Possessions
- The Regime - Il palazzo del potere
- Scene da un matrimonio
- Sfida al presidente - The Comey Rule
- Il simpatizzante
- Sharp Objects
- Show Me a Hero
- Una spia tra noi - Un amico leale fedele al nemico
- The Staircase - Una morte sospetta
- Texas Rising
- The Undoing - Le verità non dette
- Venuto al mondo - Extended Version
- La verità sul caso Harry Quebert
- Un volto, due destini - I Know This Much Is True
- The Walking Dead: The Ones Who Live
- We Own This City - Potere e corruzione

Film TV
- Deadwood - Il film
- Looking - Il film

Prossimamente
- The Pitt
- Task
- It: Welcome to Derry

## Ascolti

### Share mensile di Sky Atlantic
Dati Auditel relativi al giorno medio mensile sul target individui 4+.
| Anno | Gen   | Feb   | Mar   | Apr   | Mag   | Giu   | Lug   | Ago   | Set   | Ott   | Nov   | Dic   | Media anno |
| ---- | ----- | ----- | ----- | ----- | ----- | ----- | ----- | ----- | ----- | ----- | ----- | ----- | ---------- |
| 2014 |       |       |       |       | 0,16% | 0,16% |       |       | 0,08% | 0,12% | 0,08% | 0,09% |            |
| 2015 | 0,09% | 0,08% |       |       |       |       |       |       |       |       |       |       |            |
| 2016 |       |       |       |       |       |       |       |       |       |       |       |       |            |
| 2017 |       |       |       |       |       |       |       |       |       |       |       |       |            |
| 2018 |       |       |       |       |       |       |       |       |       |       |       |       |            |
| 2019 |       |       |       |       |       |       |       |       |       |       |       |       |            |
| 2020 |       |       |       |       |       |       |       |       |       |       |       |       |            |
| 2021 |       |       |       |       |       |       |       |       |       |       |       |       |            |
| 2022 |       |       |       |       |       |       |       |       |       |       |       |       |            |
| 2023 |       |       |       |       |       |       |       |       |       |       |       |       |            |
| 2024 |       |       |       |       |       |       | 0,09% | 0,06% | 0,05% | 0,05% | 0,09% | 0,08% | 0,07%      |
| 2025 | 0,10% | 0,06% | 0,06% | 0,07% | 0,07% | 0,09% |       |       |       |       |       |       |            |

## Loghi

9 aprile 2014 - 10 settembre 2015
10 settembre 2015 - 2 luglio 2018
2 luglio 2018 - 15 gennaio 2021
In uso dal 15 gennaio 2021